# Президентский дворец (Асмэра)
Президентский офис в Асмэре — здание, построенное в итальянском неоклассическом стиле в Асмэре, в котором живёт и правит страной президент Эритреи. Здание немного напоминает «Белый дом» в Вашингтоне.

## История
Бывший дворец итальянского губернатора был построен в 1897 году Фернандо Мартини, первым итальянским губернатором Эритреи. Правительство Италии хотело возвести в Асмэре внушительное здание, откуда итальянские губернаторы могли бы демонстрировать приверженность Королевства Италии «colonia primogenita» (первой дочери-колонии), как называлась Эритрея.
В период Итальянской империи здание было улучшено как центр «Governatorato dell’Eritrea» и использовалось в качестве временной резиденции королём Италии/императором Эфиопии Виктором Эммануилом III.
Дворец был сильно повреждён во время Второй мировой войны, а в 1950-е годы превращён в Национальный музей эфиопскими властями.
Сегодня это резиденция президента Эритреи Исайяса Афеворки.

## Конструкция
Губернатор Фернандо Мартини хотел, чтобы это было здание с колоннадой у входа в неоклассическом стиле, окружённое парком с пышной растительностью. По его замыслу, оно должно было стать самым большим и самым красивым зданием в Асмэре, которая в 1897 году была объявлена административным центром этой итальянской колонии.
Интерьер здания был украшен итальянским мрамором и обставлен мебелью, привезённой из Италии и Франции. Главный холл украшала типичная ренессансная лестница, ведущая на предусмотренный проектом второй этаж. Главные двери были отделаны особым деревом из Бразилии.